# Lumeau
 Lumeau  es una población y comuna francesa, en la región de  Centro, departamento de Eure y Loir, en el distrito de Châteaudun y cantón de Orgères-en-Beauce.

## Geografía

### Ubicación
Lumeau es una comuna francesa al sur de París (92 km sur de catedral Notre-Dame de Paris), en la región natural de Beauce, localizada entre los ríos Sena y Loira.

### Hidrografía
El río Conie está cerca de Lumeau.

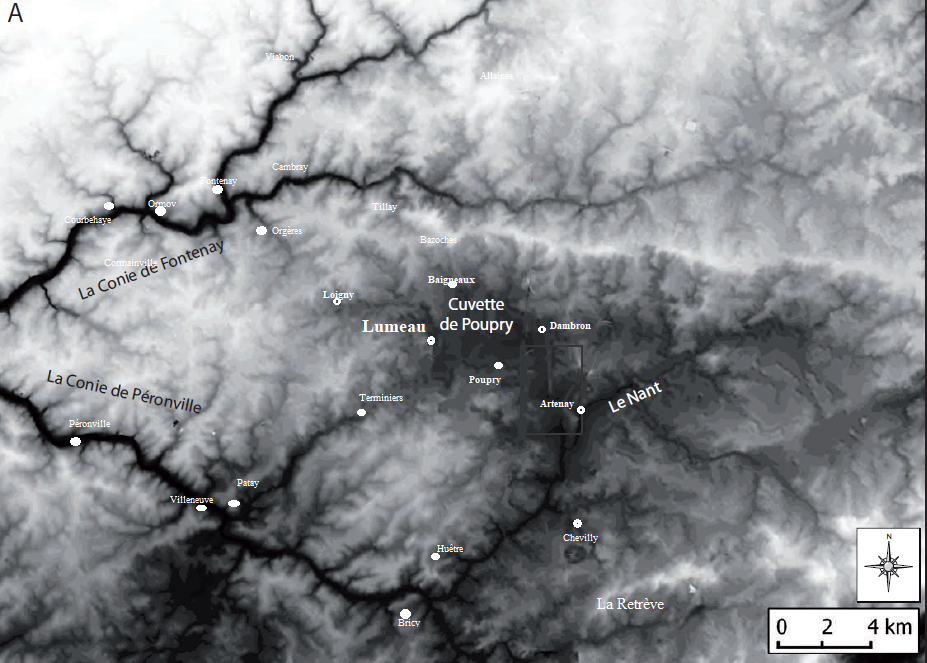
Mapa con río Conie.

### Clima
| Parámetros climáticos promedio de Lumeau (Periodo de referencia: 1981-2010) | Parámetros climáticos promedio de Lumeau (Periodo de referencia: 1981-2010) | Parámetros climáticos promedio de Lumeau (Periodo de referencia: 1981-2010) | Parámetros climáticos promedio de Lumeau (Periodo de referencia: 1981-2010) | Parámetros climáticos promedio de Lumeau (Periodo de referencia: 1981-2010) | Parámetros climáticos promedio de Lumeau (Periodo de referencia: 1981-2010) | Parámetros climáticos promedio de Lumeau (Periodo de referencia: 1981-2010) | Parámetros climáticos promedio de Lumeau (Periodo de referencia: 1981-2010) | Parámetros climáticos promedio de Lumeau (Periodo de referencia: 1981-2010) | Parámetros climáticos promedio de Lumeau (Periodo de referencia: 1981-2010) | Parámetros climáticos promedio de Lumeau (Periodo de referencia: 1981-2010) | Parámetros climáticos promedio de Lumeau (Periodo de referencia: 1981-2010) | Parámetros climáticos promedio de Lumeau (Periodo de referencia: 1981-2010) | Parámetros climáticos promedio de Lumeau (Periodo de referencia: 1981-2010) |
| Mes                                                                         | Ene.                                                                        | Feb.                                                                        | Mar.                                                                        | Abr.                                                                        | May.                                                                        | Jun.                                                                        | Jul.                                                                        | Ago.                                                                        | Sep.                                                                        | Oct.                                                                        | Nov.                                                                        | Dic.                                                                        | Anual                                                                       |
| --------------------------------------------------------------------------- | --------------------------------------------------------------------------- | --------------------------------------------------------------------------- | --------------------------------------------------------------------------- | --------------------------------------------------------------------------- | --------------------------------------------------------------------------- | --------------------------------------------------------------------------- | --------------------------------------------------------------------------- | --------------------------------------------------------------------------- | --------------------------------------------------------------------------- | --------------------------------------------------------------------------- | --------------------------------------------------------------------------- | --------------------------------------------------------------------------- | --------------------------------------------------------------------------- |
| Temp. máx. abs. (°C)                                                        | 16.6                                                                        | 21.9                                                                        | 26.5                                                                        | 29.8                                                                        | 32.7                                                                        | 36.9                                                                        | 41.3                                                                        | 39.9                                                                        | 33.8                                                                        | 30.1                                                                        | 21.8                                                                        | 18.6                                                                        | 41.3                                                                        |
| Temp. máx. media (°C)                                                       | 6.7                                                                         | 7.9                                                                         | 12.1                                                                        | 15.2                                                                        | 19.1                                                                        | 22.6                                                                        | 25.4                                                                        | 25.2                                                                        | 21.3                                                                        | 16.4                                                                        | 19.4                                                                        | 7.0                                                                         | 15.8                                                                        |
| Temp. media (°C)                                                            | 3.9                                                                         | 4.4                                                                         | 7.5                                                                         | 10.0                                                                        | 13.9                                                                        | 17.0                                                                        | 19.4                                                                        | 19.2                                                                        | 15.9                                                                        | 12.1                                                                        | 7.2                                                                         | 4.3                                                                         | 11.2                                                                        |
| Temp. mín. media (°C)                                                       | 1.1                                                                         | 0.9                                                                         | 3.0                                                                         | 4.8                                                                         | 8.6                                                                         | 11.5                                                                        | 13.3                                                                        | 13.2                                                                        | 10.5                                                                        | 7.9                                                                         | 4.0                                                                         | 1.7                                                                         | 6.7                                                                         |
| Temp. mín. abs. (°C)                                                        | −19.8                                                                       | −16.5                                                                       | −12.9                                                                       | −4.5                                                                        | -3.0                                                                        | 0.8                                                                         | 3.7                                                                         | 4.2                                                                         | -0.8                                                                        | -4.5                                                                        | −15.3                                                                       | −16.5                                                                       | -19.8                                                                       |
| Precipitación total (mm)                                                    | 52.3                                                                        | 44.4                                                                        | 46.4                                                                        | 49.4                                                                        | 64.2                                                                        | 44.8                                                                        | 59.9                                                                        | 50.0                                                                        | 50.5                                                                        | 64.4                                                                        | 58.0                                                                        | 58.2                                                                        | 643                                                                         |
| Fuente: Météo-France                                                        |                                                                             |                                                                             |                                                                             |                                                                             |                                                                             |                                                                             |                                                                             |                                                                             |                                                                             |                                                                             |                                                                             |                                                                             |                                                                             |

## Monumentos y sitios de interés

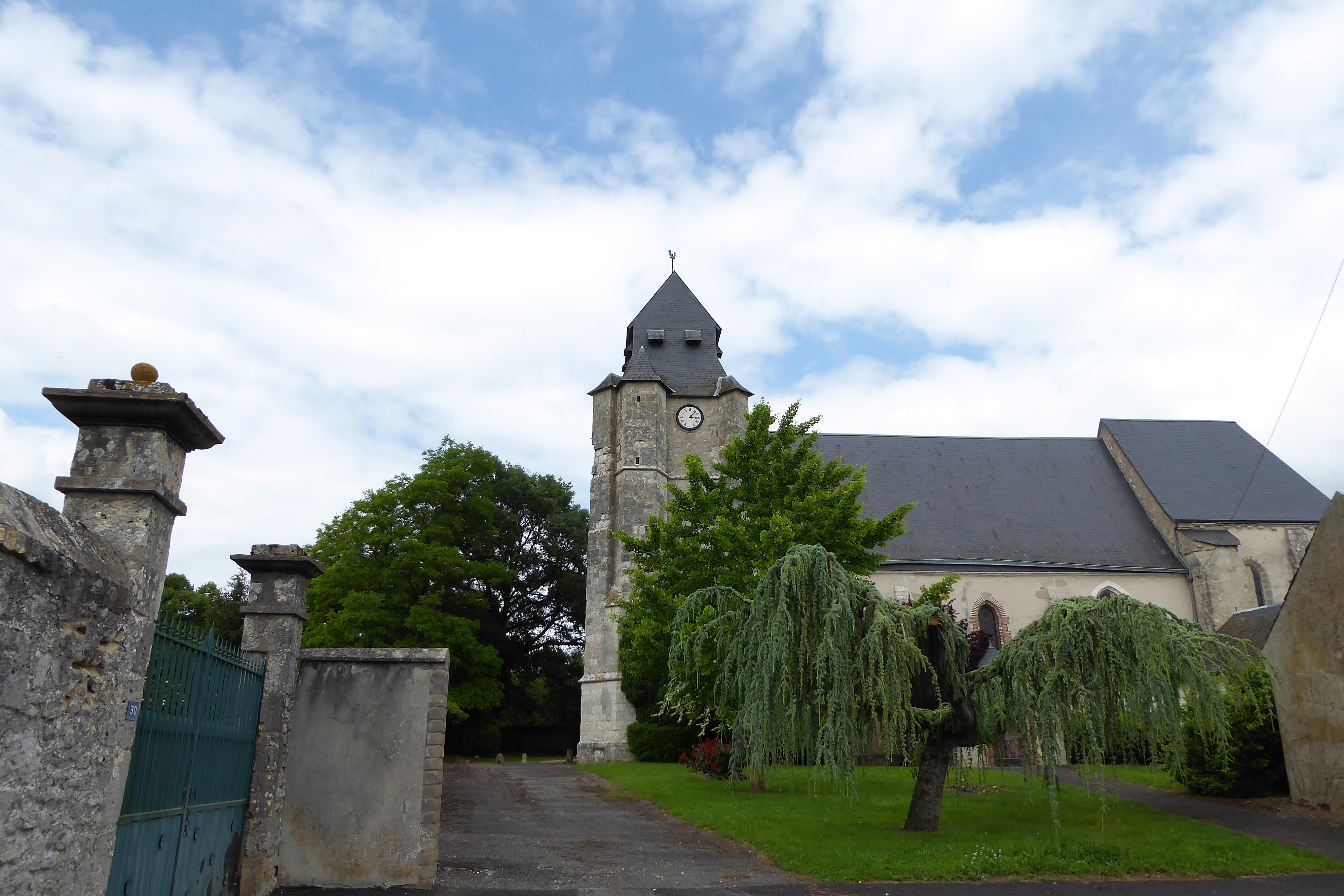
Iglesia Saint-Pierre.
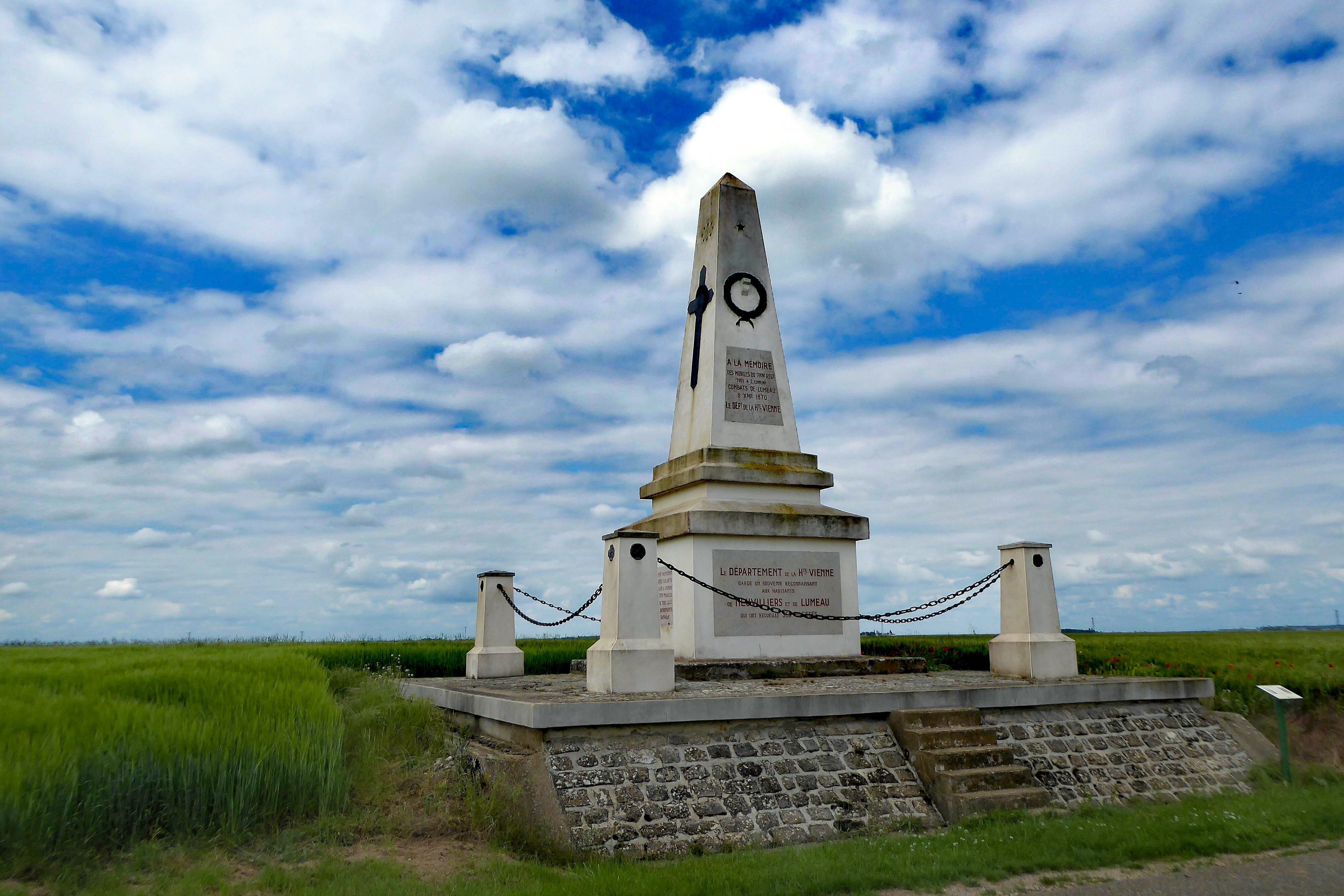
Monumento, 2 de diciembre de 1870

## Transportes
- Autoroute A10 salida 13 (6 km)
- Route nationale 20
- Route nationale 154
- Transporte público : autobuses 2 y 32B
- Estación ferroviaria de Artenay (8 km) : línea Paris-Austerlitz ↔ Orléans
- Aeropuerto de París-Orly (80 km)

## Demografía
| 424 | 503 | 481 | 313 | 297 | 229 | 194 | 179 | 177 | 185 | 184 |
| Para los censos de 1962 a 1999 la población legal corresponde a la población sin duplicidades (Fuente: INSEE [Consultar]) |     |     |     |     |     |     |     |     |     |     |